# Beuk (boom)

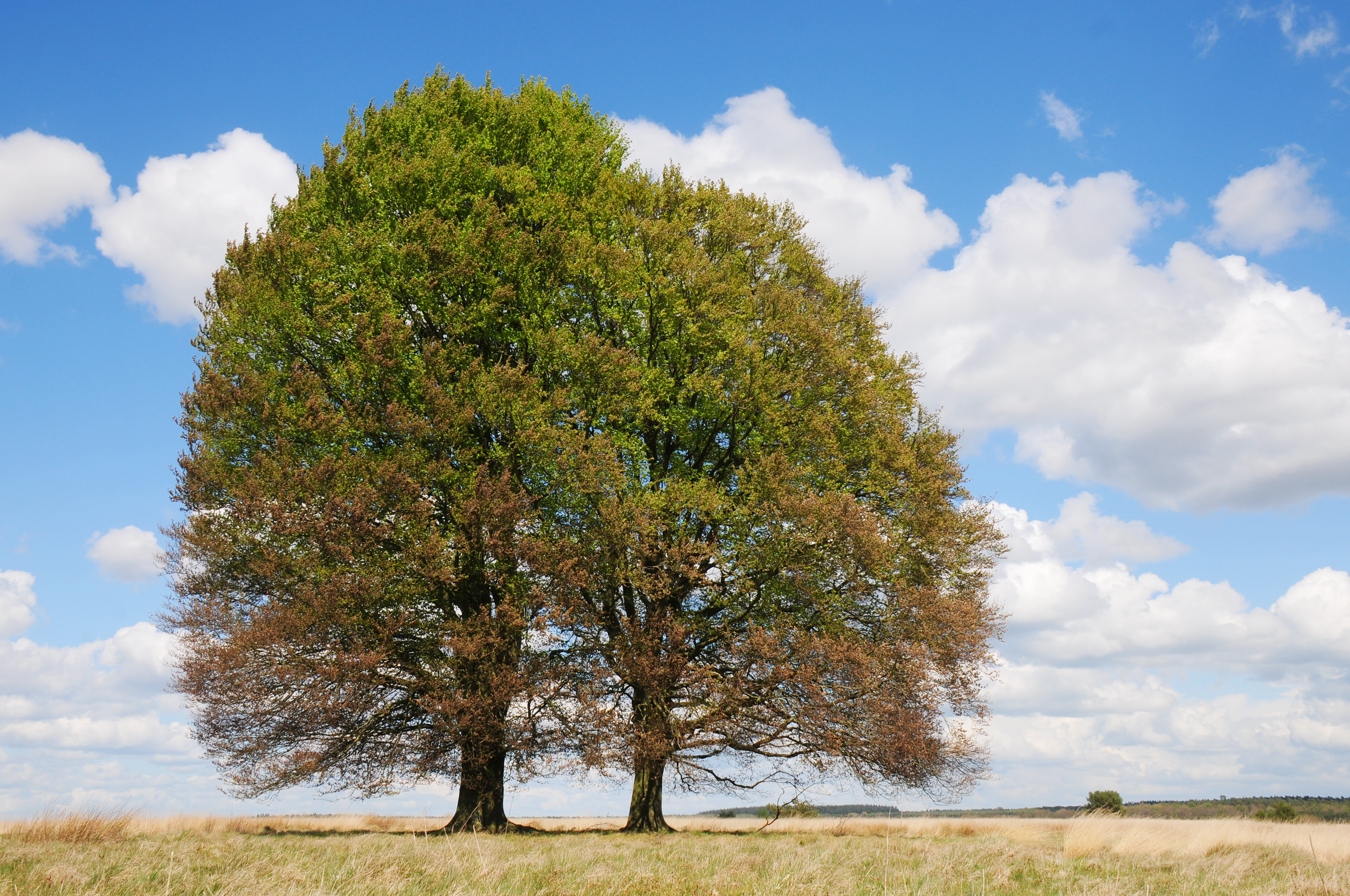
Twee beuken

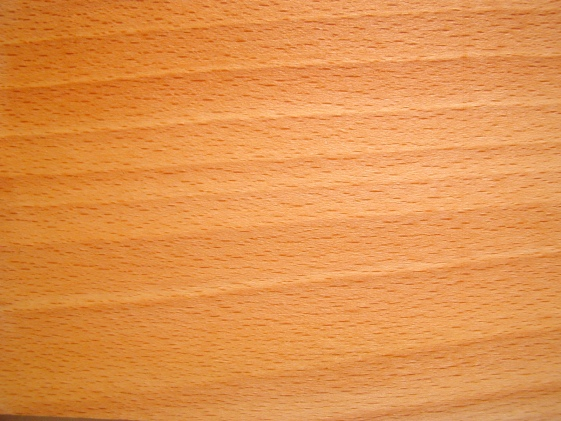
Beukenhout

De beuk (Fagus sylvatica) is een plant uit de napjesdragersfamilie (Fagaceae). Het is een van nature in Europa voorkomende boom.

## Naamgeving
De wetenschappelijke naam van het geslacht is afkomstig van Latijn fāgus ‘beuk’ mogelijk van het Oudgriekse phēgós ‘eik’ verwijzend naar de eetbare beukennootjes. De soortaanduiding sylvatica is afgeleid van het Latijnse silva ‘bos’ en betekent hier 'in het wild groeiend'. Het Nederlands woord beuk, het Vlaamse boek en het Middelnederlandse boeke, bōke (Duits Buche, Nederduits Böök, Engels beech, Zweeds bok) zijn waarschijnlijk afgeleid van het Proto-Germaanse *bōkō ~ *bōkjon, dat op zijn beurt komt van de Indo-Europese wortel *bʰeh₂ǵos (het sterretje geeft aan dat het woord is geconstrueerd).

## Kenmerken
De beuk kan tot 46 meter hoog worden. De stam is glad en grijs en de bast is dun, waardoor de boom bij plotselinge blootstelling aan zonlicht gevoelig is voor schorsbrand. Het blad is veernervig, licht gegolfd en licht glanzend.
De plant is eenhuizig; er zijn dus mannelijke en vrouwelijke bloemen aan dezelfde boom. De knoppen zijn langwerpig en geschubd. De bestuiving vindt plaats door de wind. De beuk kan goed tegen schaduw. Het is een climaxsoort.
De beukennootjes worden omsloten door een napje, dat gevormd wordt uit de vruchtbladen en de schutbladen. In elk napje zitten twee nootjes. Als de nootjes rijp zijn opent het napje in vier delen en vallen de beukennootjes op de grond. De beukennootjes worden onder andere verspreid door eekhoorns, die ze als wintervoorraad gebruiken. Beukennootjes, die tot de echte noten worden gerekend, zijn voor menselijke consumptie geschikt.
De beuk gedijt goed op vochthoudende, goed doorlatende, kalkrijke, leemhoudende bodem. Hij verdraagt periodiek verhoogde waterstanden of extreem droge zandgronden niet. De boom leeft in symbiose met bodemschimmels, ook wel mycorrhiza geheten.
Een oud Duits gezegde dat betrekking heeft op inslag van bliksem en de beschermende werking van de beuk luidt: 

Vor Eichen sollst du weichen, Buchen sollst du suchen!

(Vermijd eiken en schuil onder beuken). Volgens onderzoek blijkt dat voor gemengde bossen in ieder geval op te gaan.  Het is wel zo dat de beuk vaak los zittende, dode takken in zijn kruin bewaart. Deze kunnen bij felle windstoten naar beneden komen, wat niet bijdraagt aan een veilige schuilplaats bij storm. De beuk heeft een zogeheten verhoogd risico op takbreuk.

## Verspreiding
In België komt de beuk algemeen voor in Vlaanderen, maar is zeer zeldzaam in de polders. In Wallonië is hij algemeen in de Ardennen, langs de Maas en in Brabant en elders vrij algemeen tot vrij zeldzaam. In Nederland is hij algemeen op de hogere gronden op zand, leem en mergel en in de binnenduinen, maar zeldzaam tot zeer zeldzaam op de Waddeneilanden en in laagveen- en zeekleigebieden. De beuk komt in het algemeen veel voor in Europa en westelijk Azië en is nu wereldwijd verspreid in gematigde klimaatzones. De boom groeit goed op een zonnige of licht beschaduwde plaats, in matig rijke en vochthoudende grond en houdt van lange warme zomers.

## Plantengemeenschap
De beuk is een preferente kensoort voor het bochtige smele-beukenbos (Deschampsio-Fagetum).

## Aanplant
Beuken worden veel in hagen geplant. Omdat de beuk in symbiose met een schimmel leeft mogen de wortels van het plantgoed nooit schoon gespoeld worden en mag direct na het planten niet te overvloedig water gegeven worden. Jonge beuken behouden hun afgestorven blad tot eind april wanneer het nieuwe blad uitloopt. Ze vormen  een dichte, hoge haag.
Beuken worden vaak in lanen geplant. Wanneer een boom in een rij sterft kan daarna door zonnebrand de een na de andere volgen. Omwikkelen van de stam met jute gaat dit tegen, de boom kan dan geleidelijk aan meer zonlicht wennen. 
Bij beukenbossen valt op dat er weinig tot geen ondergroei is, met name op kalkarme bodem. Het beukenstrooisel met afgevallen looizuurrijk en zeer calcium-arm blad hoopt op op armere bodemsoorten, die vaak inderdaad kalkarm zijn. Het ophopen van strooisel verstikt de ondergroei, die in het licht van de lente wel tot bloei kan komen onder boomsoorten met strooisel dat meer calcium bevat. Voorbeelden van boomsoorten met 'rijker' strooisel zijn winterlinde, Amerikaanse vogelkers en zoete kers.

## Leeftijd

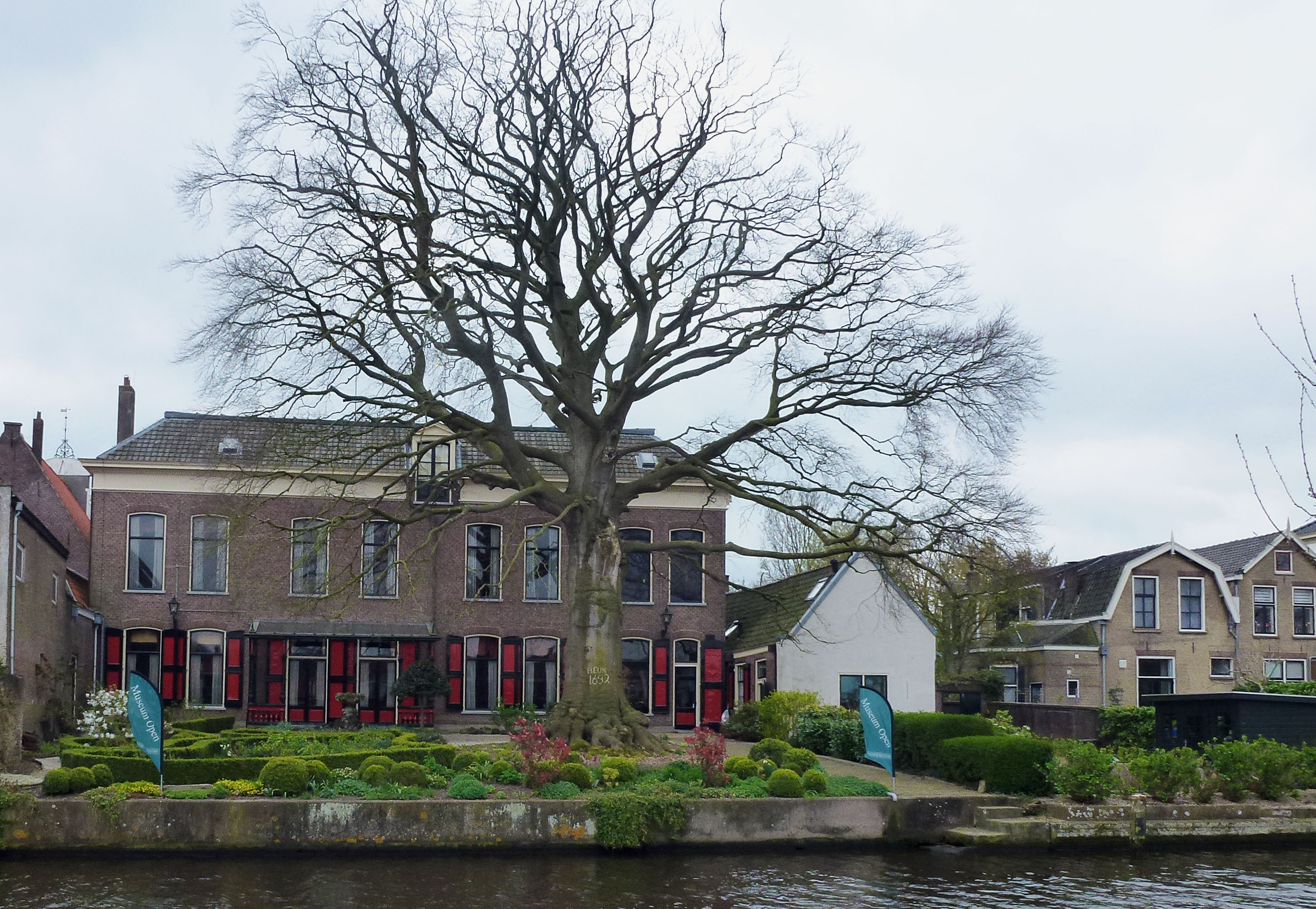
Beuk uit 1692 in Haastrecht

Beuken worden 200 tot 400 jaar oud, wat voor bomen niet veel is. Ter vergelijking: zomereik wordt tot 1000 jaar oud, en winterlinde kan meer dan 1000 jaar oud worden. In de Middachter Allee bij Kasteel Middachten in De Steeg stonden lang een aantal van de oudste beuken in Nederland. De dikste was 5 meter in omvang, en enkele waren 44-46 meter hoog. Ze waren in 1776 aangeplant. Omdat twee beuken in de winter van 2004/2005 spontaan omvielen en meerdere beuken hol en aangetast bleken door de korsthoutskoolzwam, heeft de eigenaar van Landgoed Middachten ze in 2005 laten kappen. In Haastrecht staat in de achtertuin van Museum Bisdom van Vliet een beuk uit 1692. Deze beuk is geplant als herinnering aan het feit dat Adriaan Bisdom zich in Haastrecht vestigde. Op de Veluwe staat in de gemeente Hattem op het landgoed Molencaten een van de oudste beuken van Nederland: de Mariabeuk deze is circa 400 jaar geleden aangeplant.

### Records
In het beschermd bosreservaat Joseph Zwaenepoel in het Zoniënwoud in Brussel, sinds 2017 door UNESCO erkend als werelderfgoed binnen de omschrijving Oude en voorhistorische beukenbossen van de Karpaten en andere regio's van Europa, bevindt zich een beuk van 46 meter hoog met omtrek van vijf meter. Deze beuk is anno 2018 de hoogste geregistreerde beuk in de wereld.
Beuken met een grote omtrek, gemeten op een hoogte tussen 1,30 m en 1,50 m, staan in Nederland op begraafplaats Groenesteeg te Leiden (7,54 meter) en in een tuin te Westerblokker (7,43 meter). Op begraafplaats Sparrendreef te Vianen staat een beuk met de naam Capitein ter Zee die 7,21 meter meet. In Wales, in het Verenigd Koninkrijk, groeit een beuk met een omtrek van 9,97 m in het park van Plas Newydd in Llanfairpwll.

## Hout
Als een beuk voor het hout gekapt wordt moet deze niet te oud zijn. Het is anders onbruikbaar door verkleuring en aantasting door schimmels. Beukenhout kan voor allerlei producten gebruikt worden, bijvoorbeeld speelgoed, meubilair en parket. Het splintert nauwelijks. Omdat het hout snel zwart verkleurt door schimmelaantasting, is het niet geschikt voor gebruik buiten, in keukens of in natte ruimtes. Het wordt verder gemakkelijk aangetast door houtworm. In de fijne korrel van beuk zitten bacteriën vast. Als het hout (snijplank) opdroogt, sterven de bacteriën.

## Ziekten en plagen
De beuk kan aangetast worden door het gewoon meniezwammetje, bastkanker (Nectria ditisima), roetdauw en het beukenbladsnavelkogeltje dat necrotische vlekken in het blad veroorzaakt. De waterschimmel Phytophthora syringae veroorzaakt vochtige zwarte plekken op de stam. Aantasting ermee vermindert de vitaliteit van een beuk. Door de extreme zomers en winters ten gevolge van de klimaatverandering is tot een derde van het beukenbestand in de Benelux in meer of minder mate aangetast. 
Insecten die de beuk kunnen belagen zijn beukenbladluis, wollige beukenluis, beukenspringkever, galmijt (Aculops fuchsiae) en verschillende galmuggen zoals de beukengalmug.

## Toxiciteit
Het vliesje om beukennootjes bevat fagine, een saponine. Het is in grote hoeveelheden giftig. Vooral paarden zouden er zeer gevoelig voor zijn. De bladeren van de boom zijn weinig toxisch.

## Cultivars
De beuk is een inheemse en talrijk aangeplante boom in de westerse cultuurlandschappen. Sinds de 19e eeuw worden er veel cultivars gekweekt. De bruine beuk (F. sylvatica 'Atropunicea') is een populaire cultivar die regelmatig ook spontaan opslaat.
Een greep uit de grote hoeveelheid cultivars:
- Varenbeuk (F. sylvatica 'Aspleniifolia') (12-15m hoge boom[12])
- Kwartjesbeuk (F. sylvatica 'Rotundifolia') (rond blad)
- Eikbladige beuk F. sylvatica 'Quercifolia' (ingesneden blad, als een eik)
- F. sylvatica 'Laciniata' (diep ingesneden blad)
- F. sylvatica 'Grandidentata' (gelobd blad)
- Goudbeuk (F. sylvatica 'Zlatia') (geelgroen blad)

### Zuilvormen
- F. sylvatica 'Fastigiata'
- F. sylvatica 'Dawyck Gold' (bij uitlopen en in de herfst geel blad, zomers groen)
- F. sylvatica 'Red Obelisk' of 'Rohan Obelisk' (brede zuil)

### Treurvormen
- Treurbeuk (F. sylvatica 'Pendula')
- Rode treurbeuk (F. sylvatica 'Purpurea pendula')

### Rode vormen
- Bruine beuk (F. sylvatica Atropunicea)
- F. sylvatica Purpurea major of Riversii (groot blad)
- Rode treurbeuk (F. sylvatica Purpurea pendula)
- F. sylvatica 'Purpurea Tricolor'
- F. sylvatica 'Rohanii'
- F. sylvatica 'Dawyck Purple'

boom, habitus
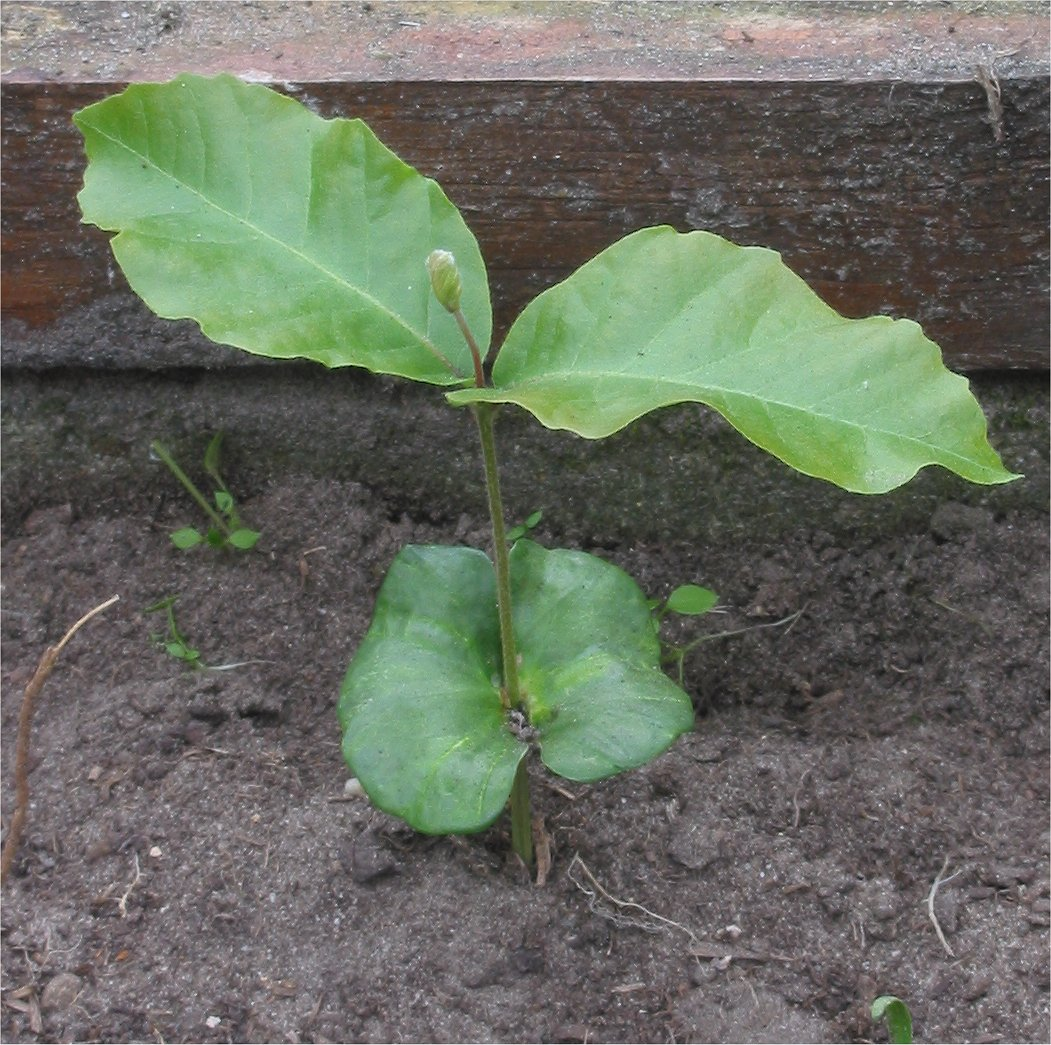
Kiemplant
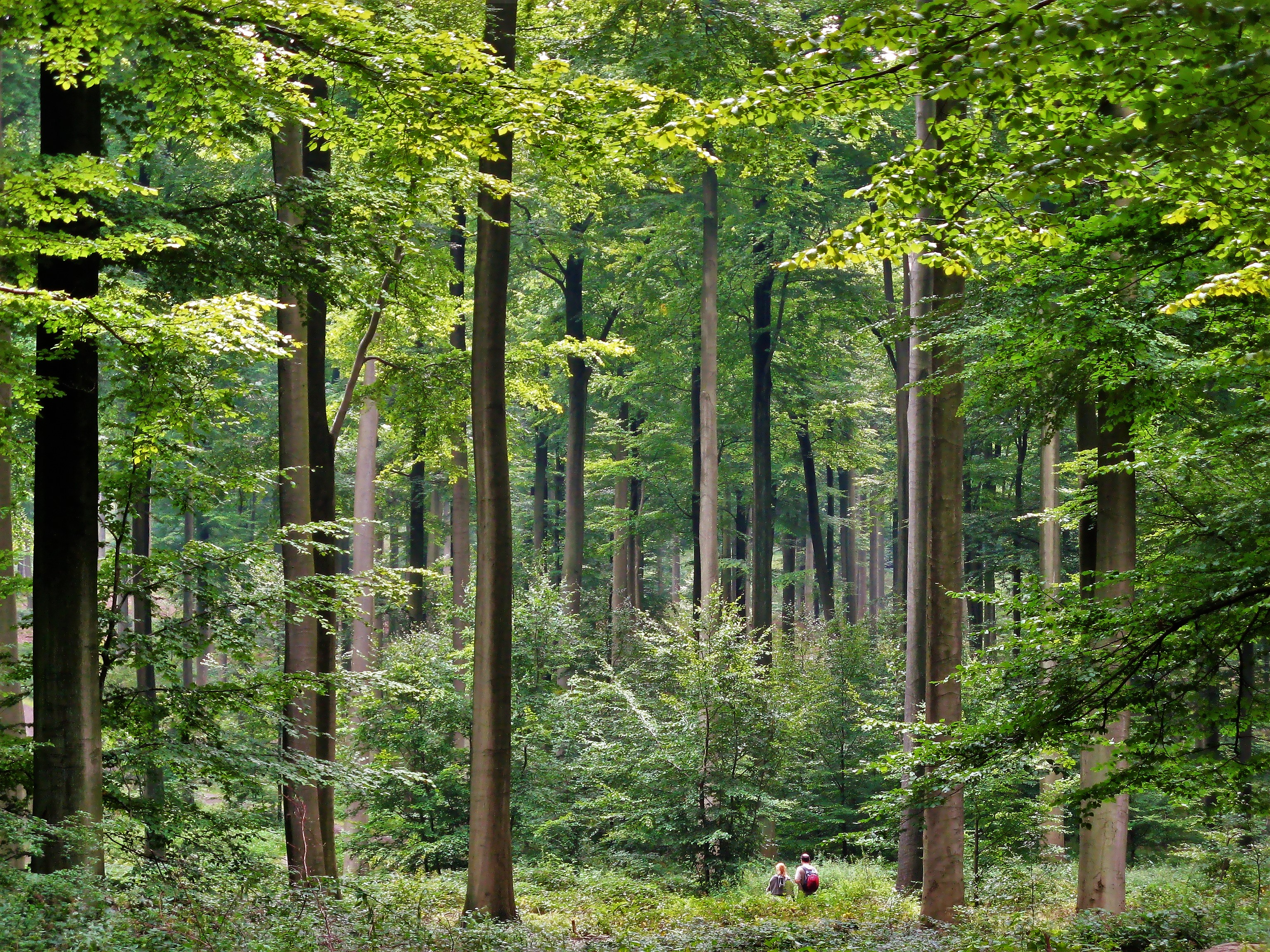
Oude beukenaanplant in het Zoniënwoud
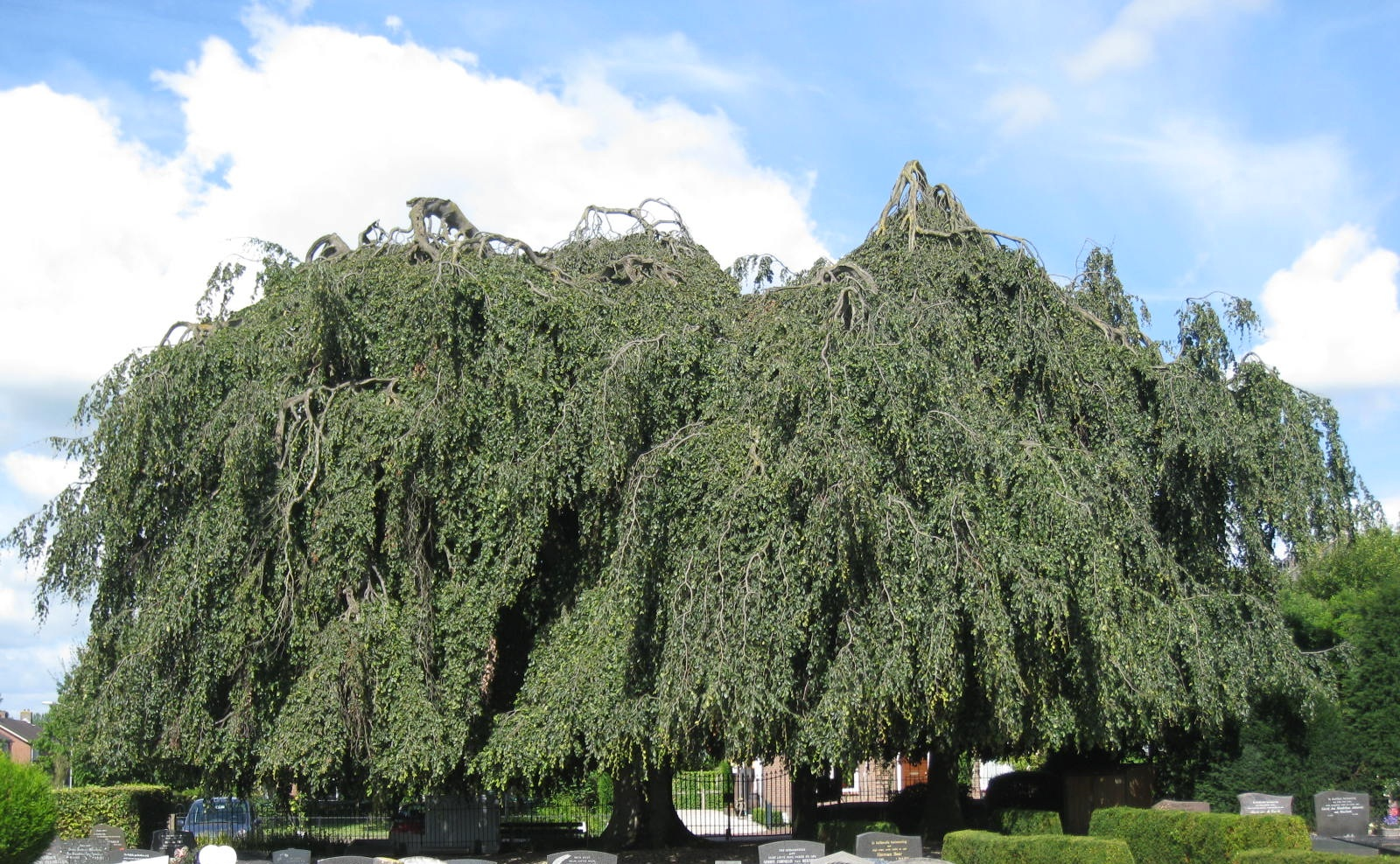
Treurbeuken, Echteld
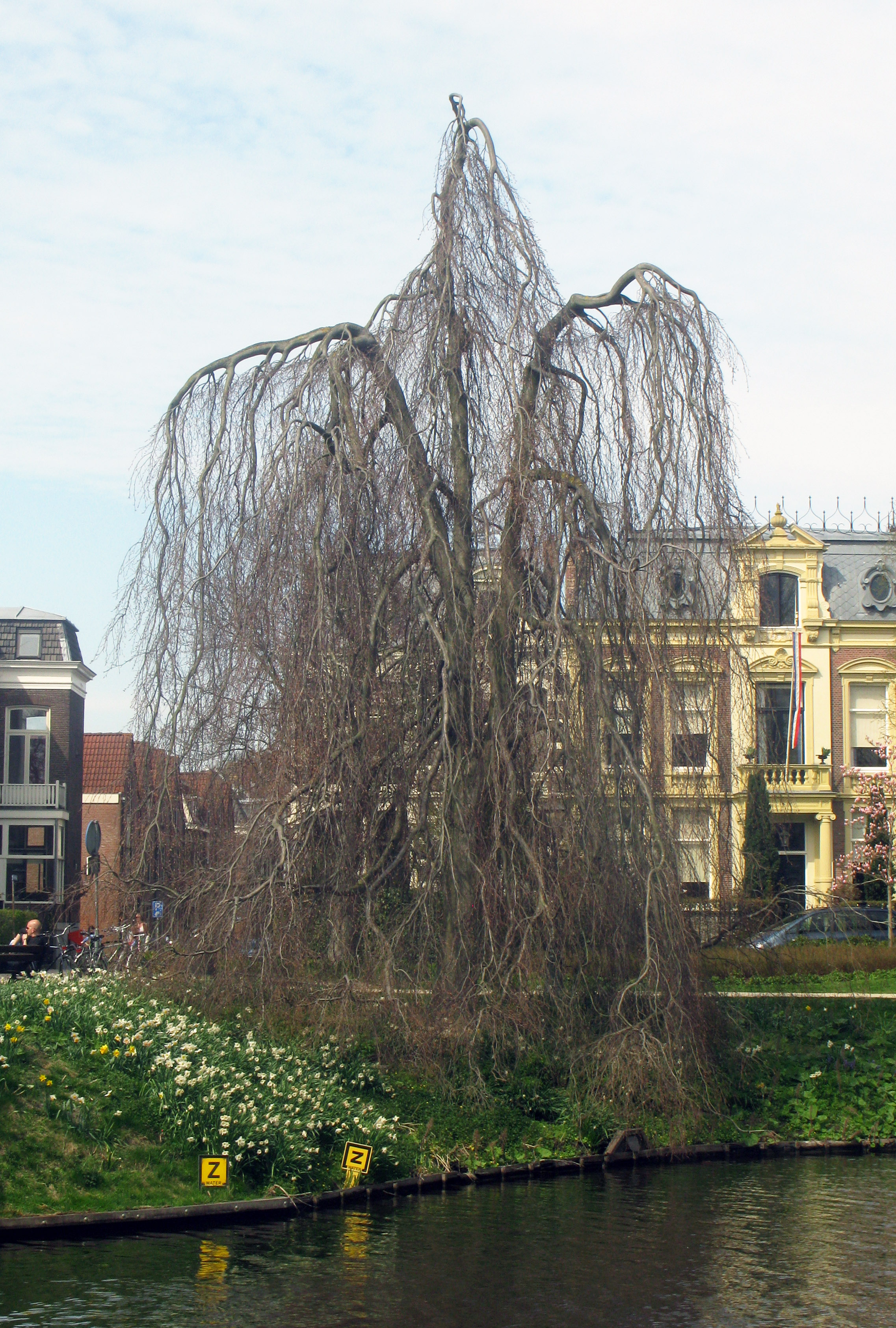
Treurbeuk, Singel, Leiden
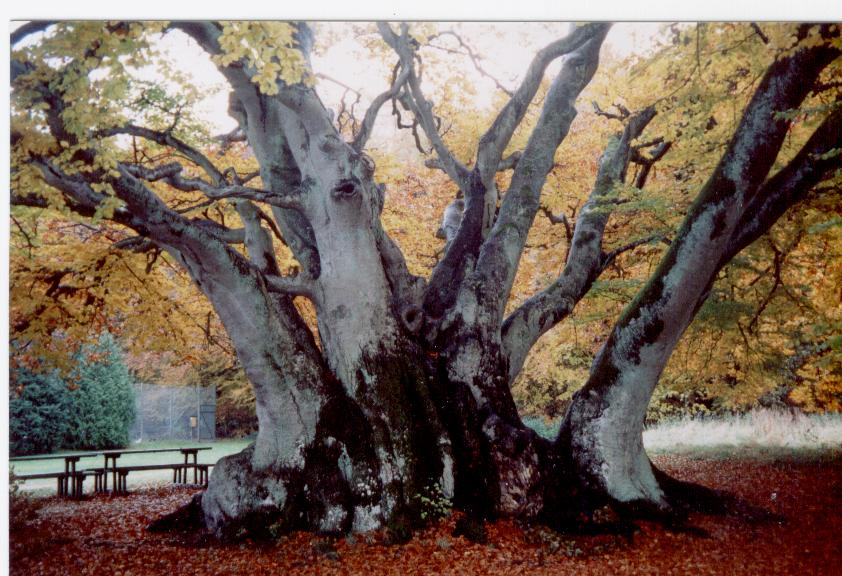
Oude beuk, Gjerrild, Jutland
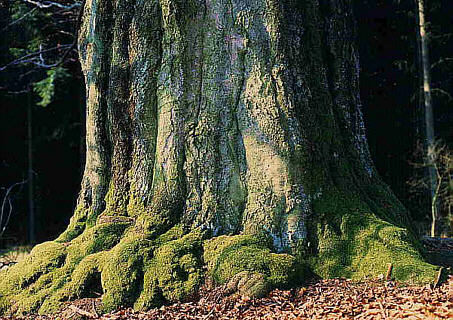
Nigerlbuche, Bad Neualbenreuth
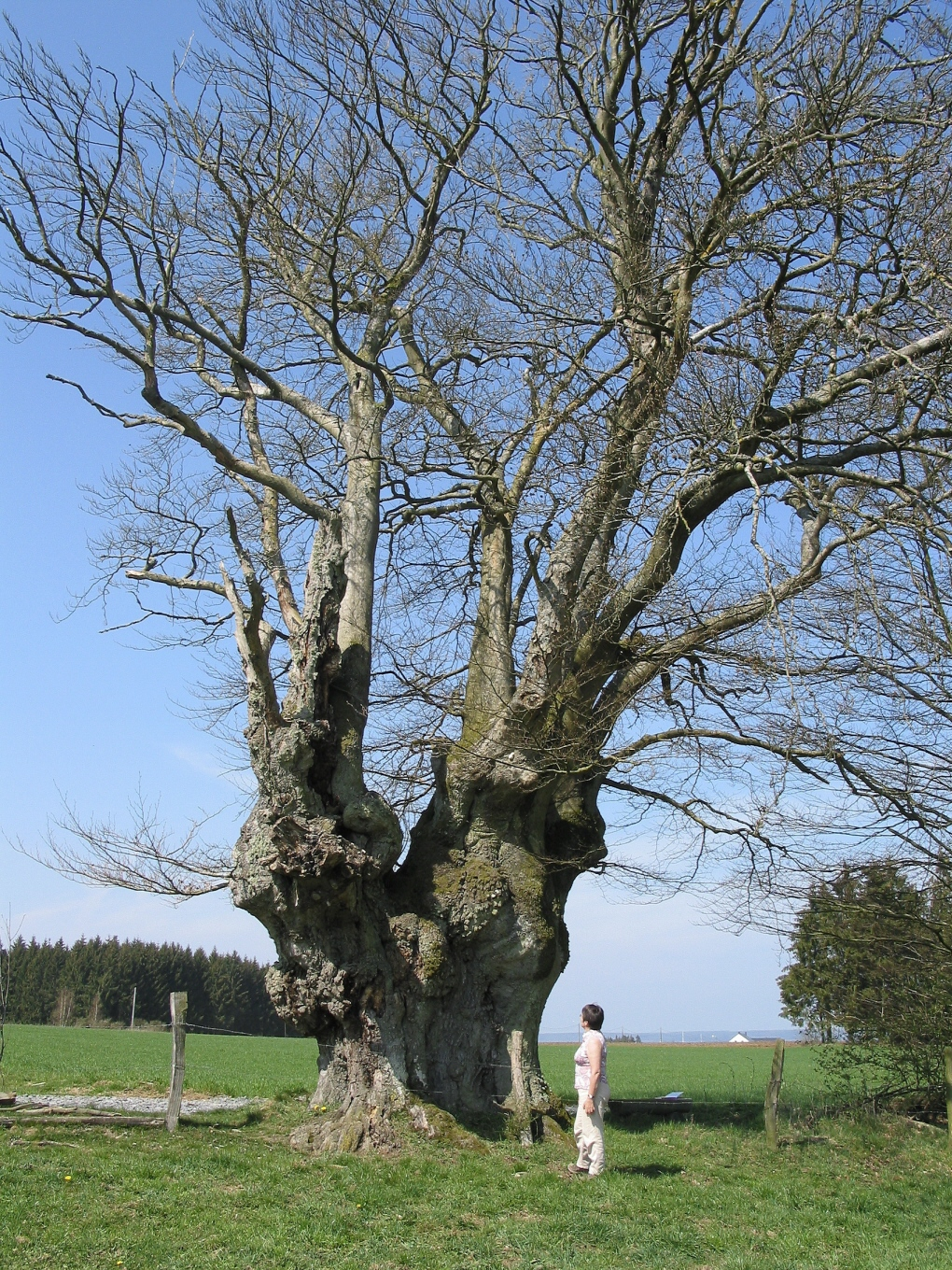
Li Béni Hesse, 2½m↔, Bonnerue Houffalize
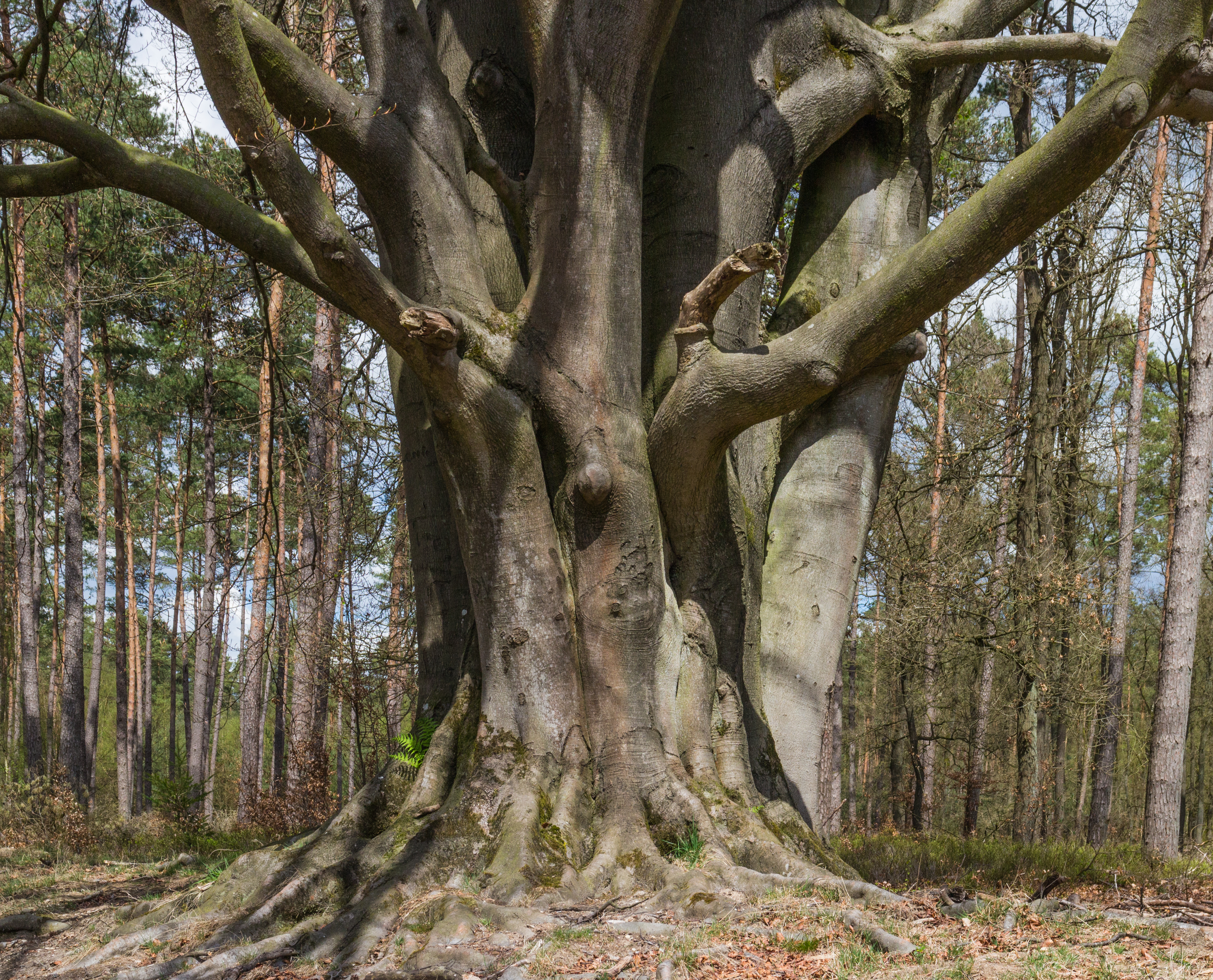
Kroezeboom op Kroondomein (grensboom)
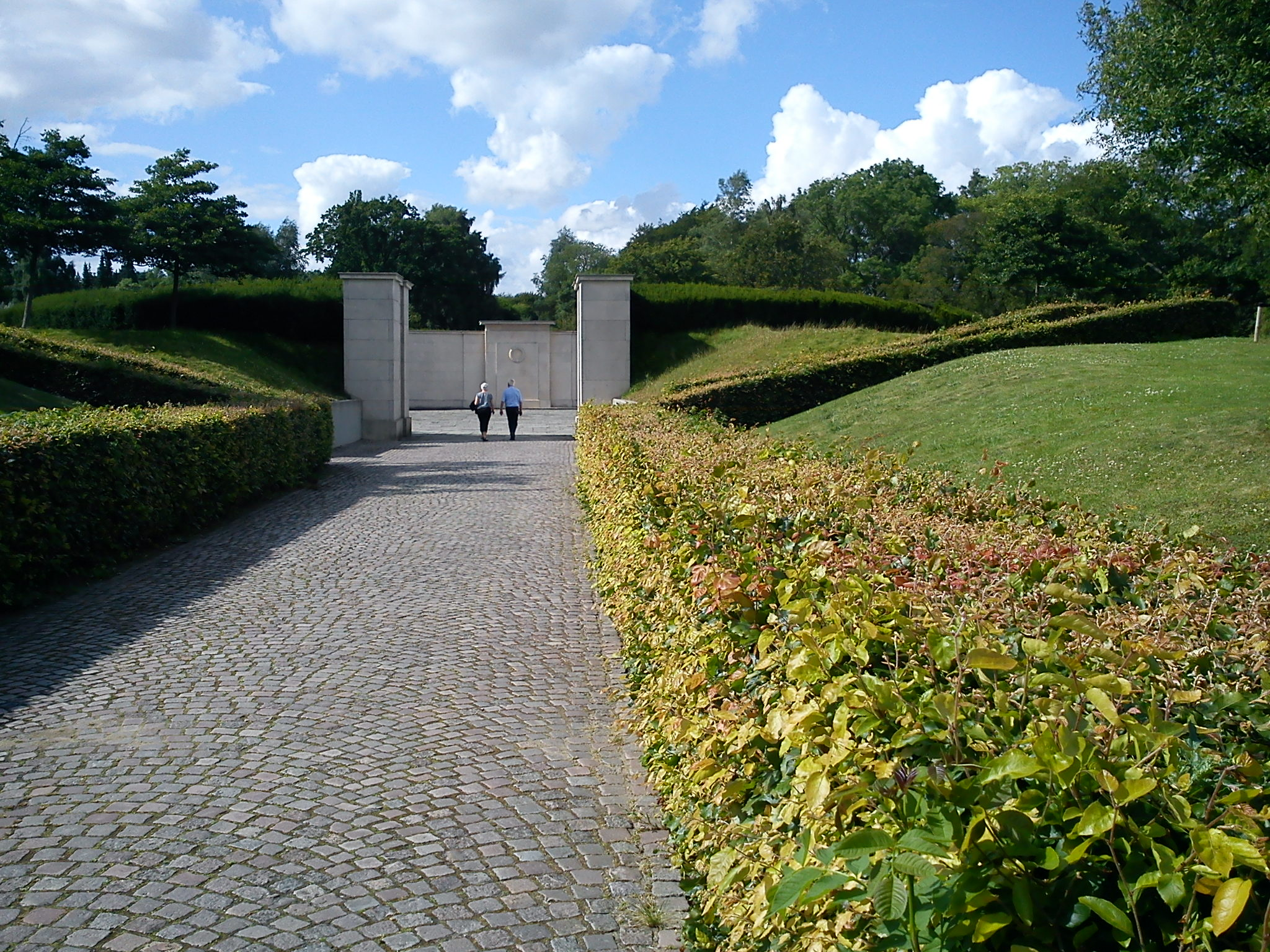
Beukenhaag in Mindeparken (Denemarken)

stam, takken en blad
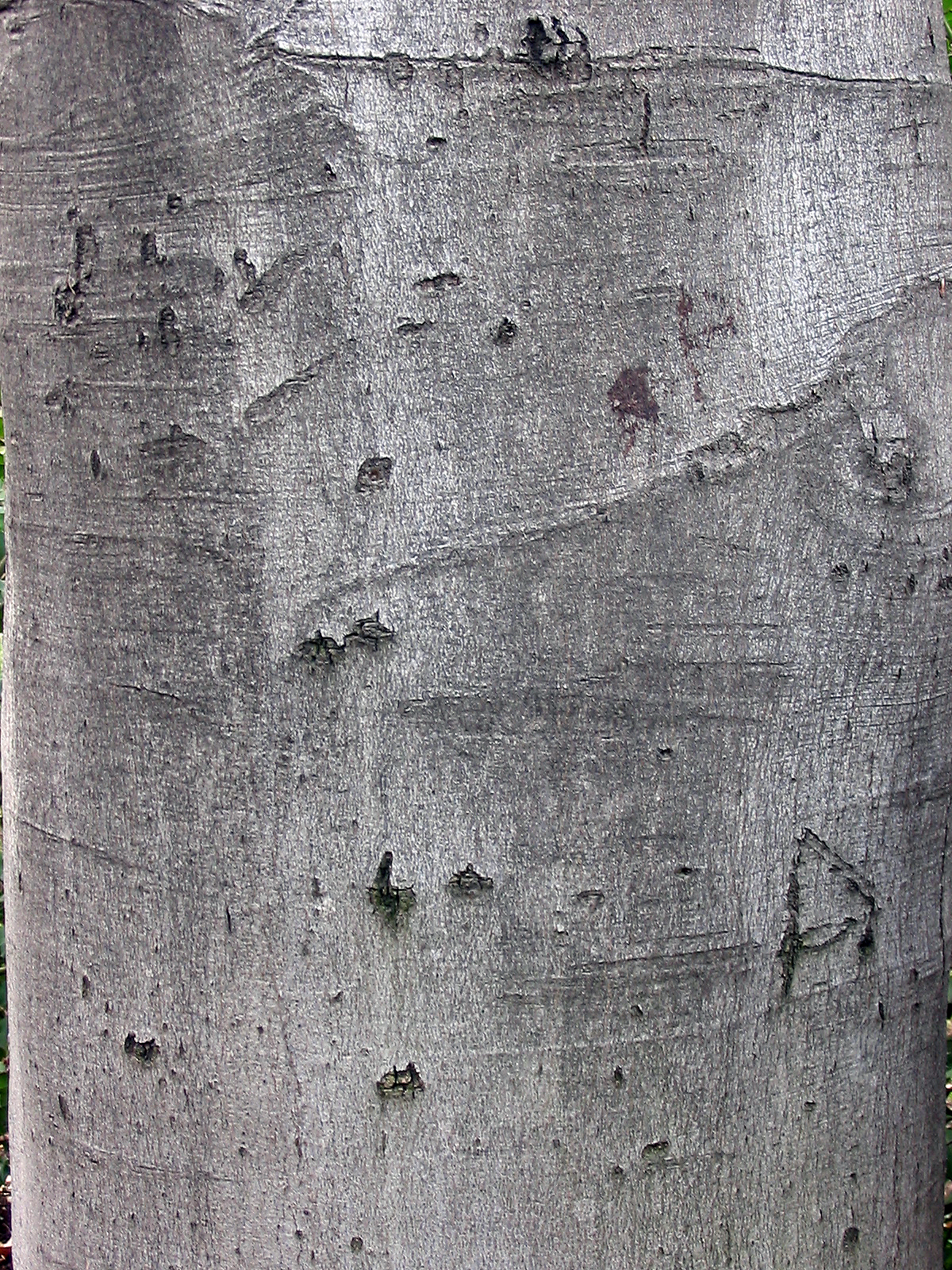
Bast
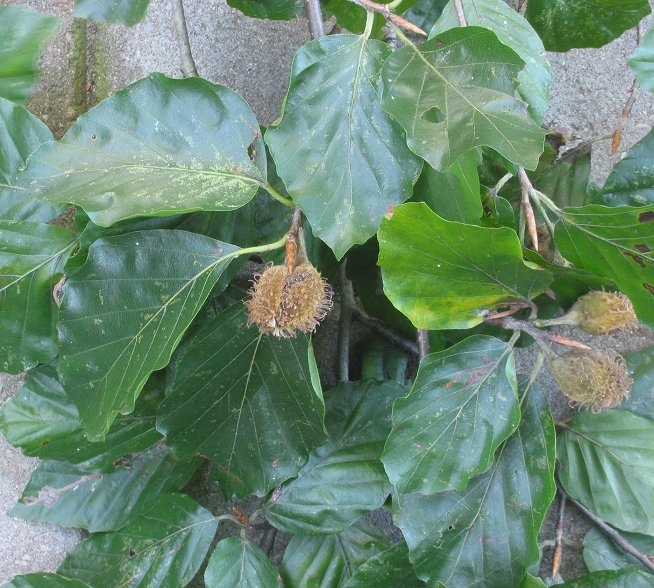
Beukentak
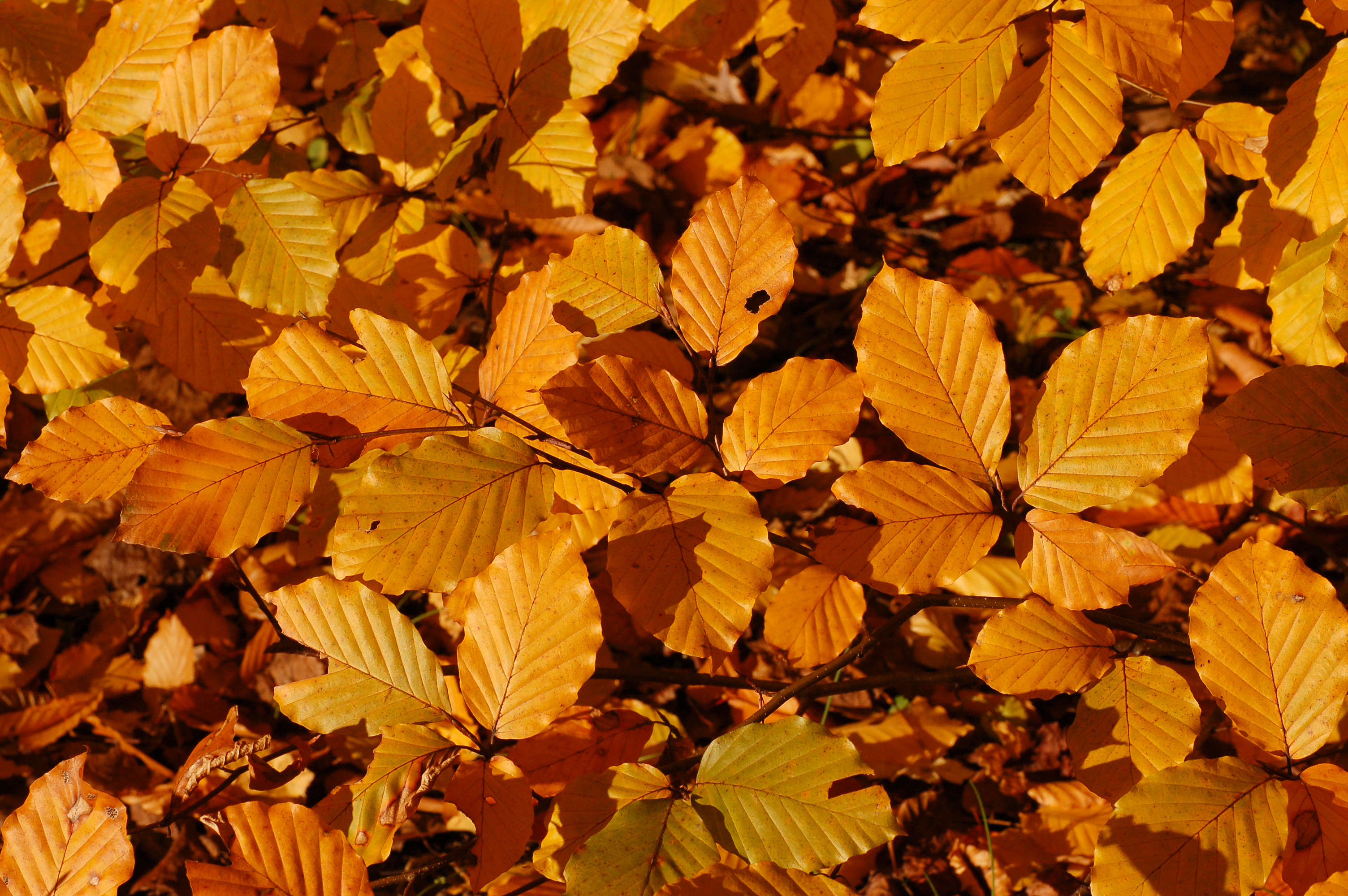
Herfstbladeren aan de boom
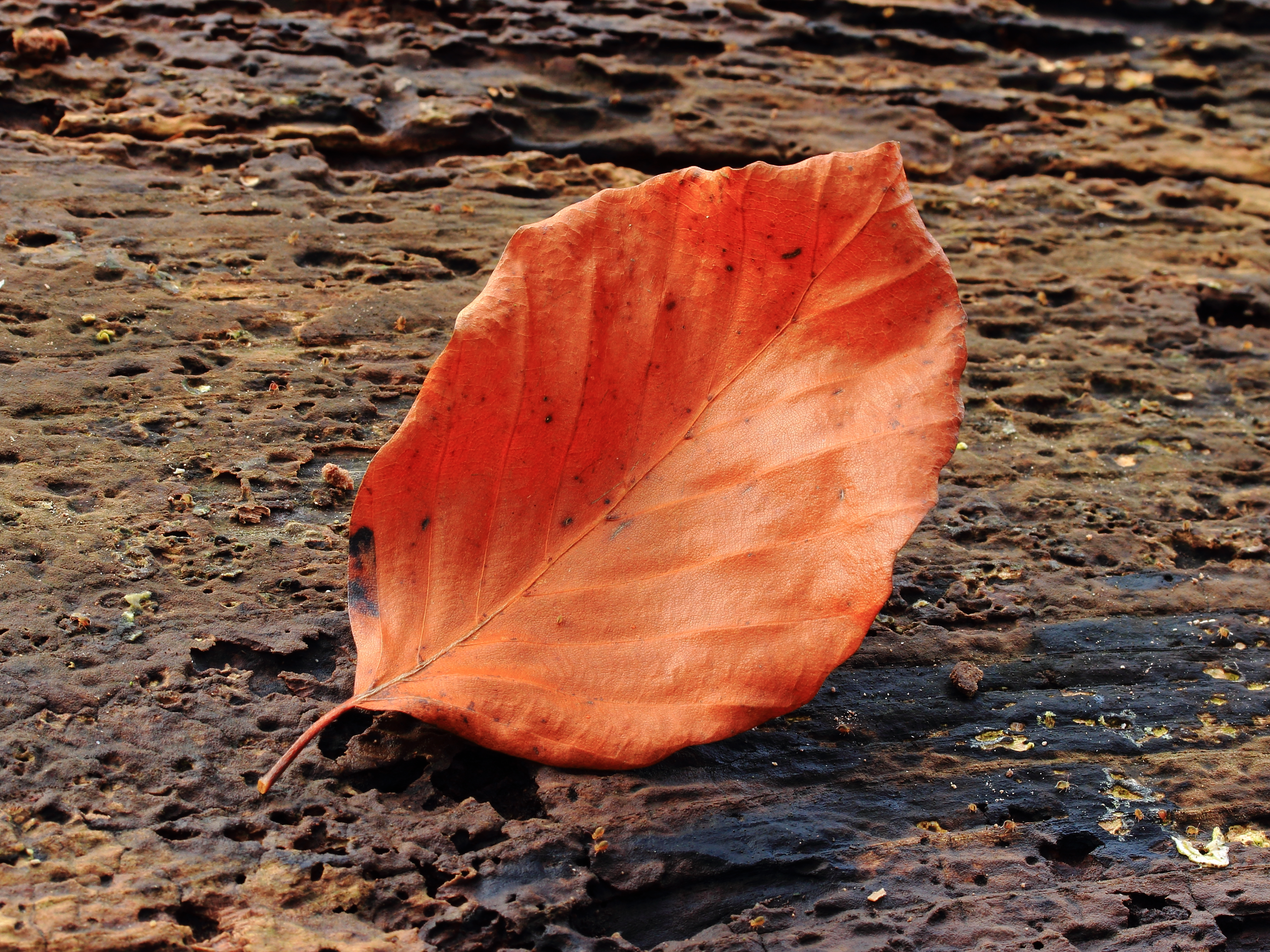
Verdord blad
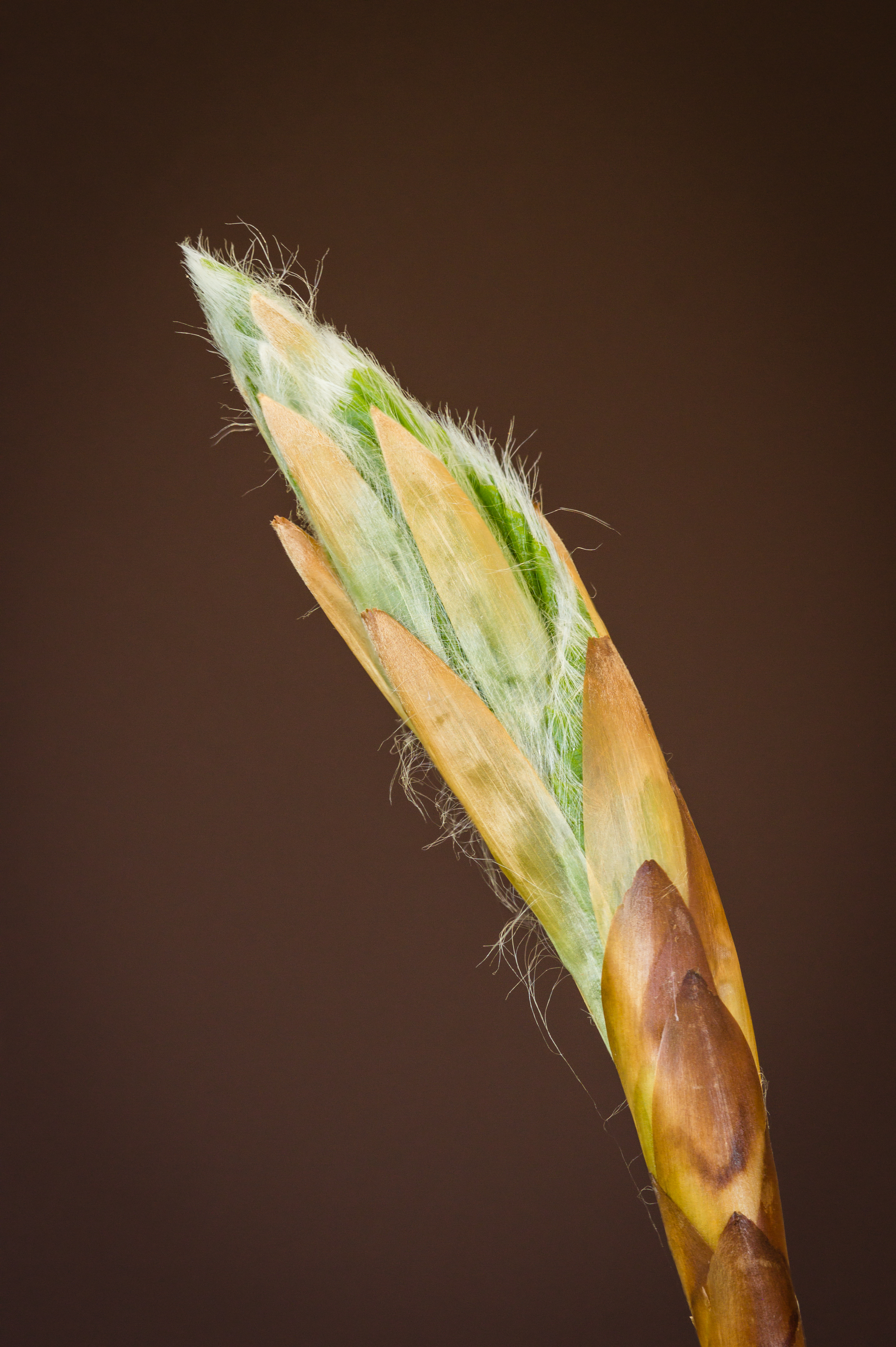
Schuivende bladknop

bloei en vrucht
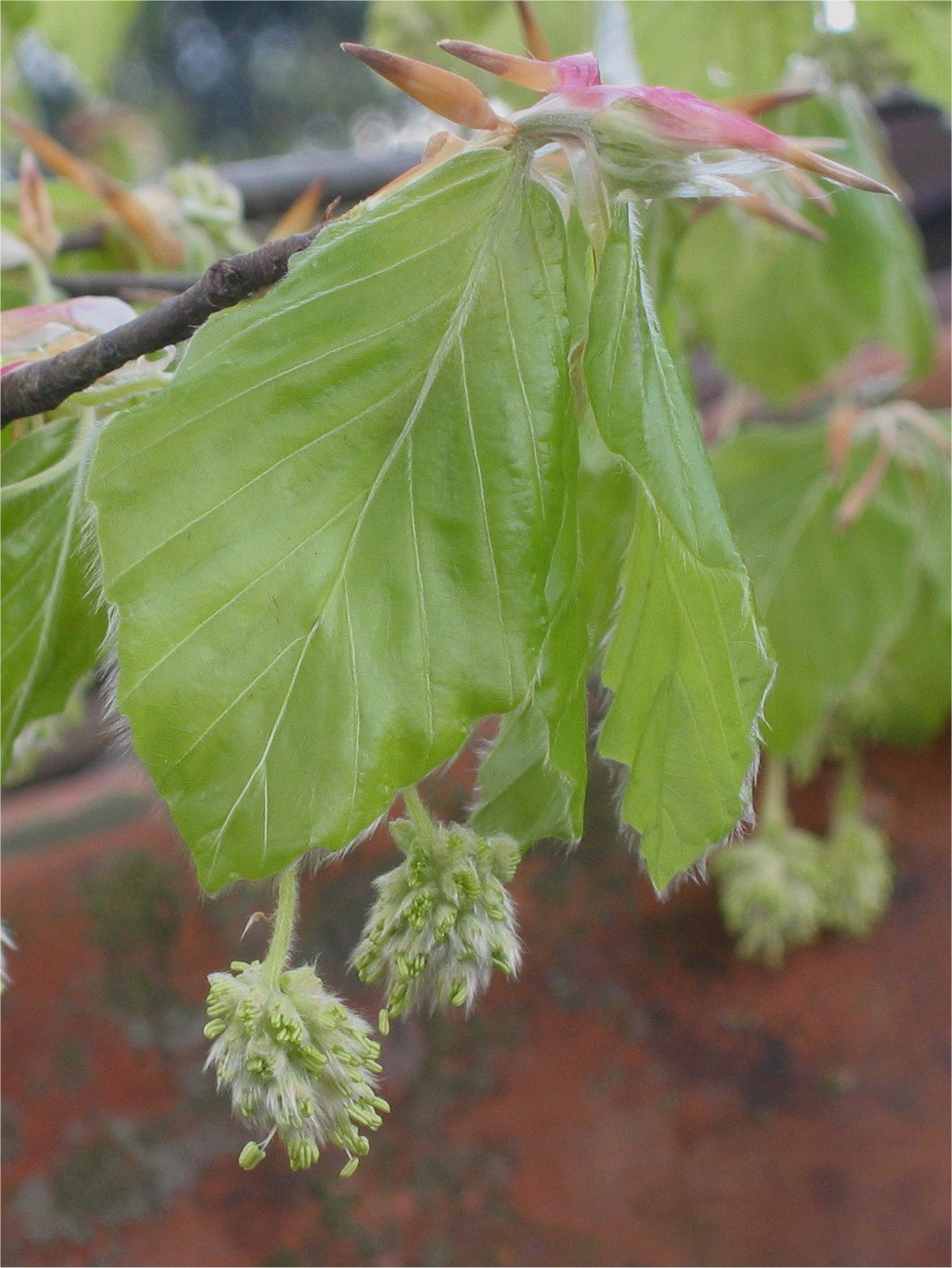
Bloeiwijze
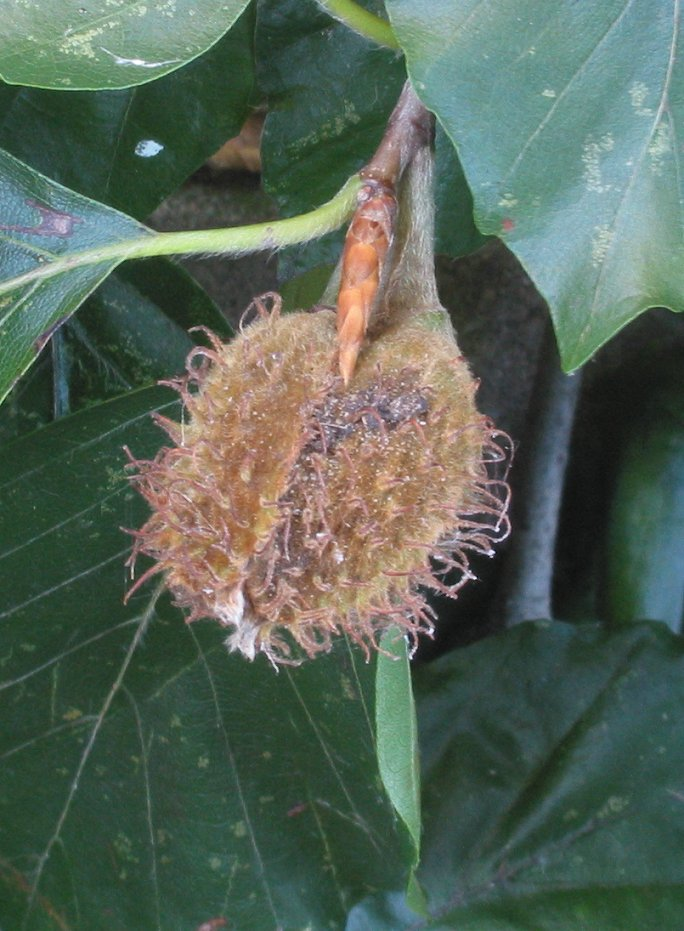
Napje
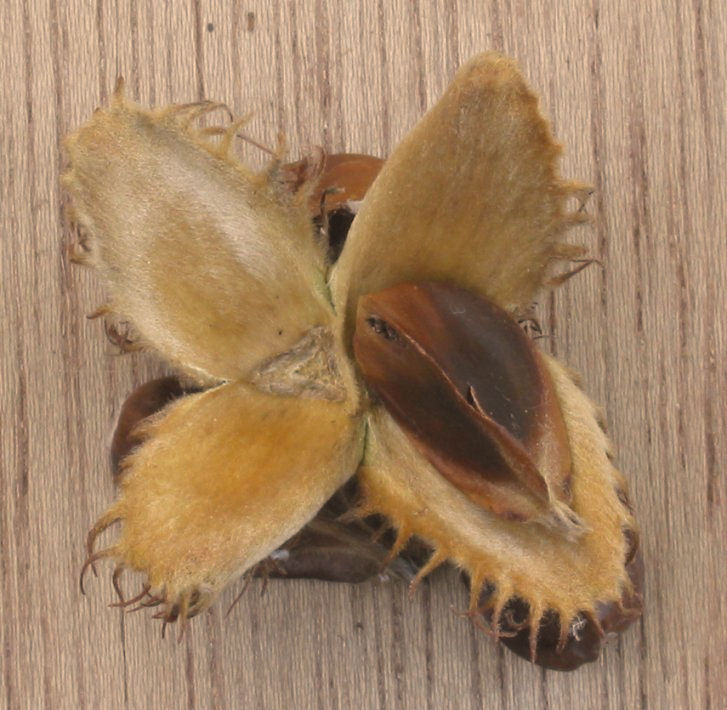
Beukennootjes in napje
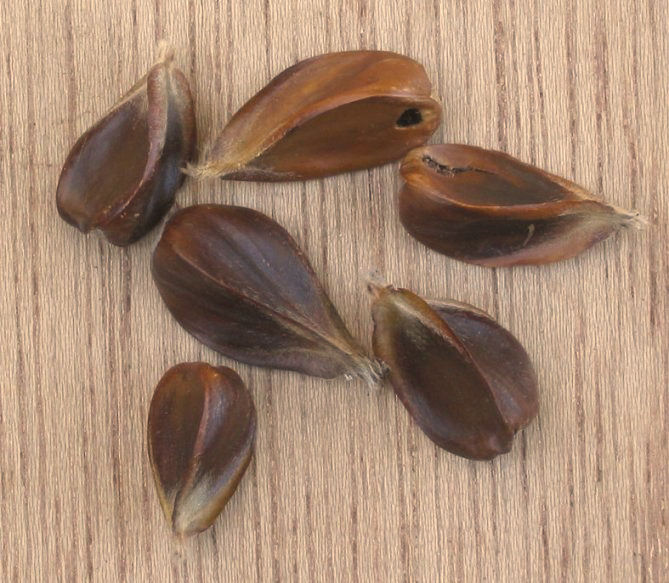
Beukennootjes
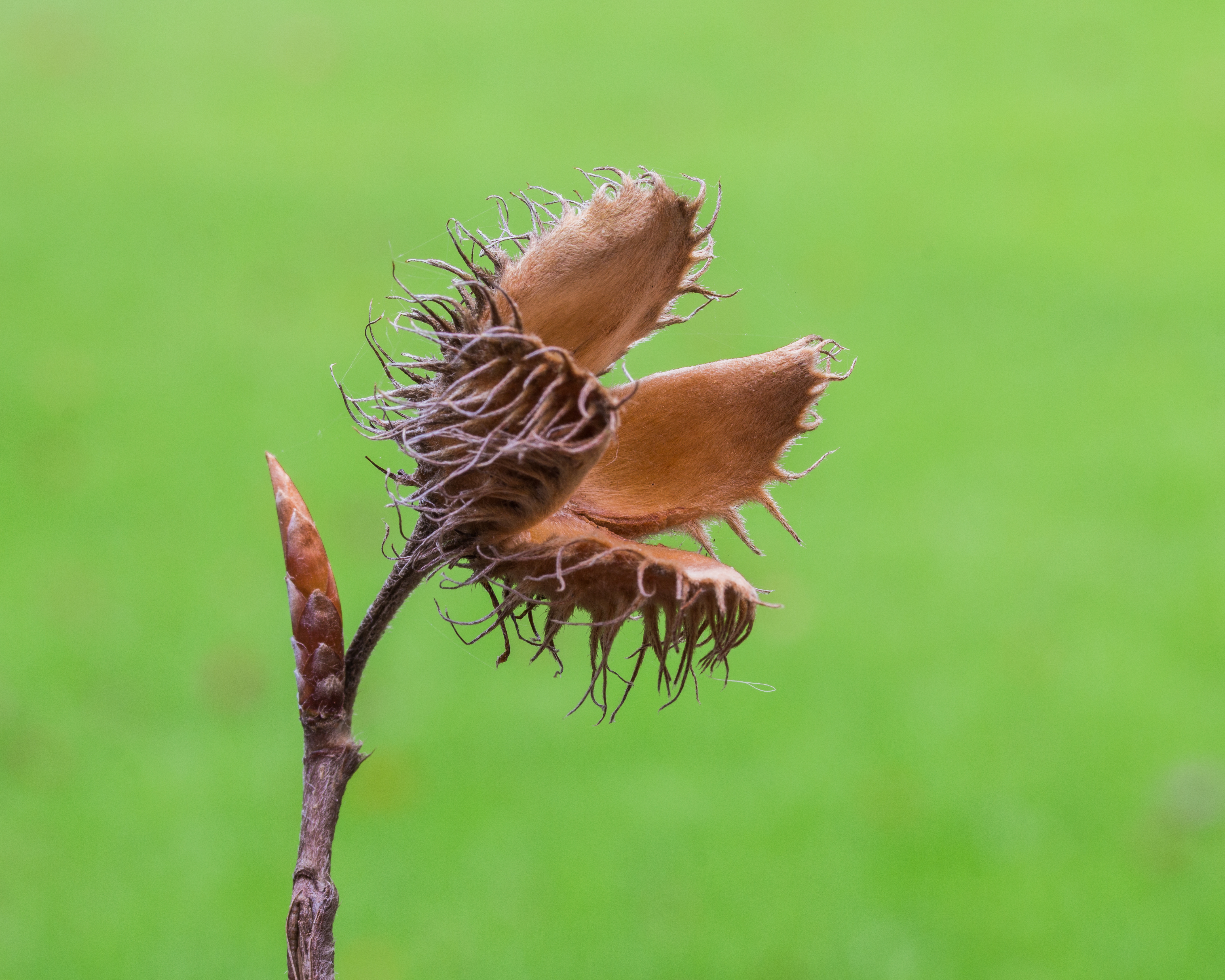
Leeg napje.
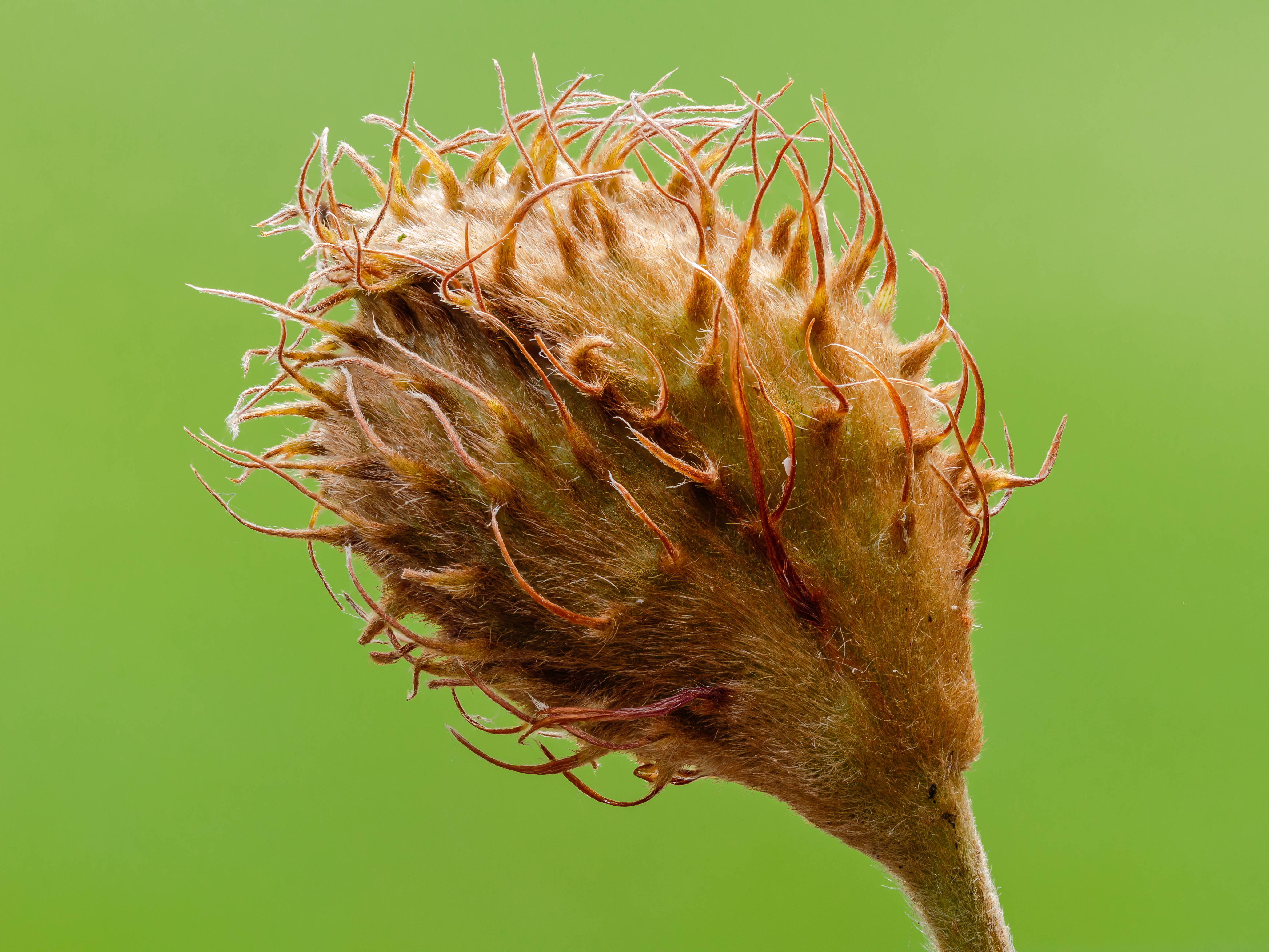
Jonge vrucht.

ziektes
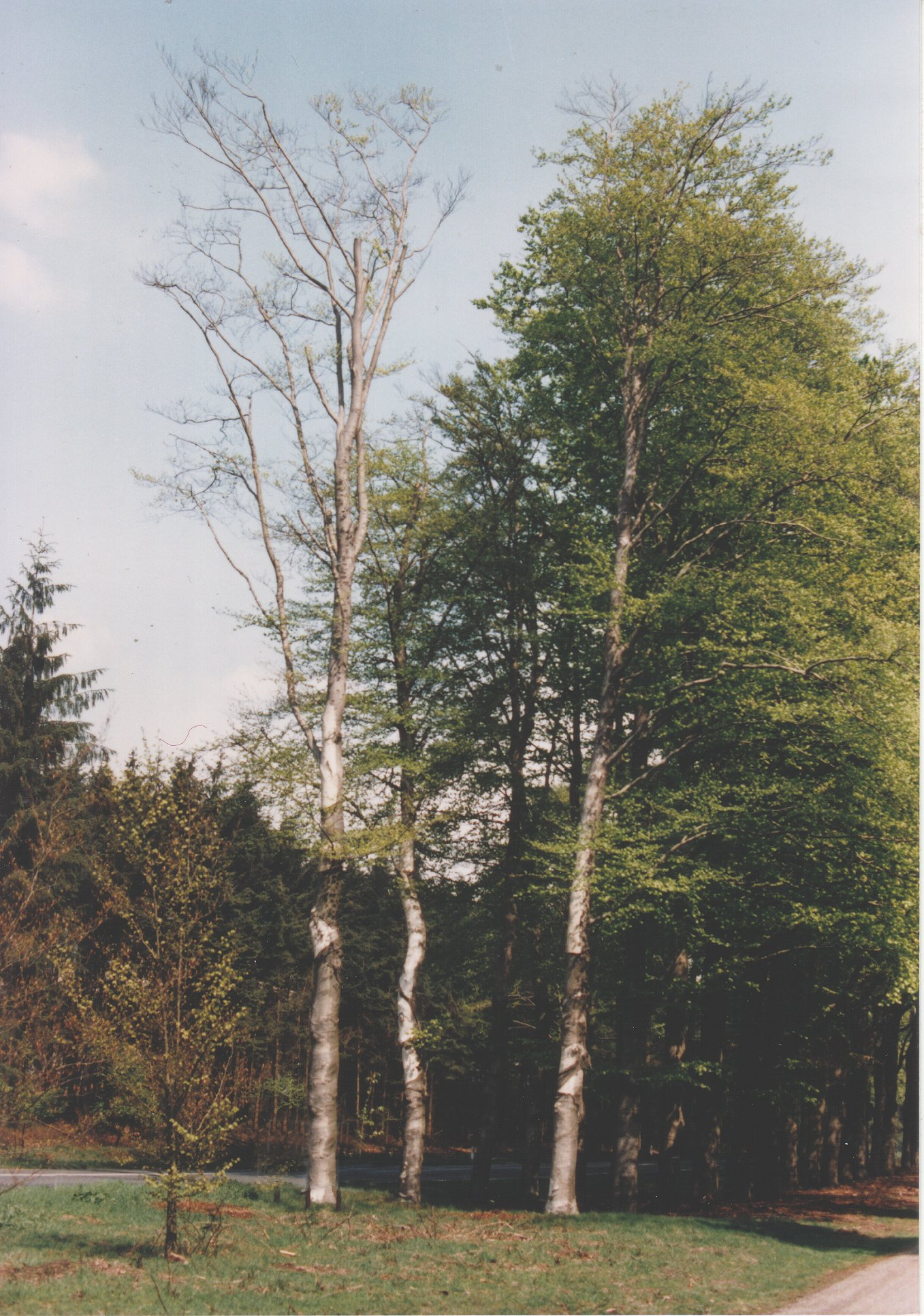
Schade van zonnebrand
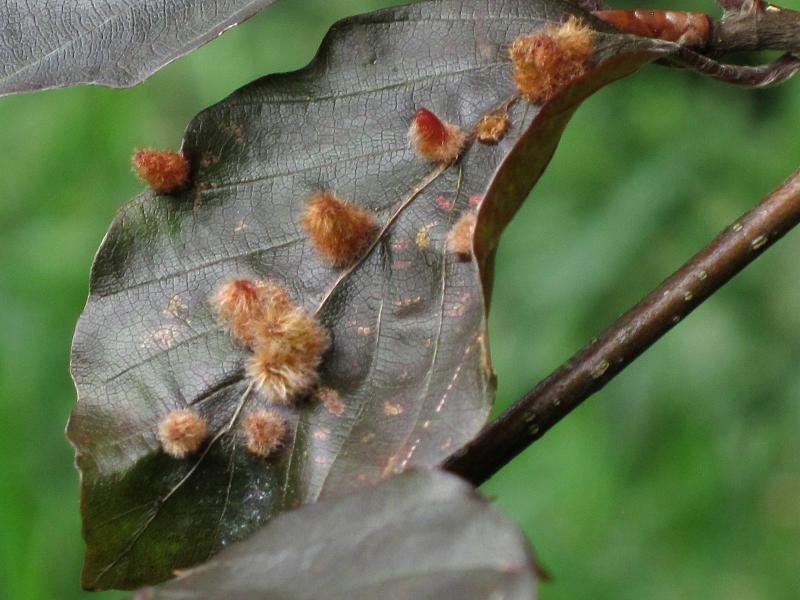
Gallen van de galmug Hartigiola annulipes
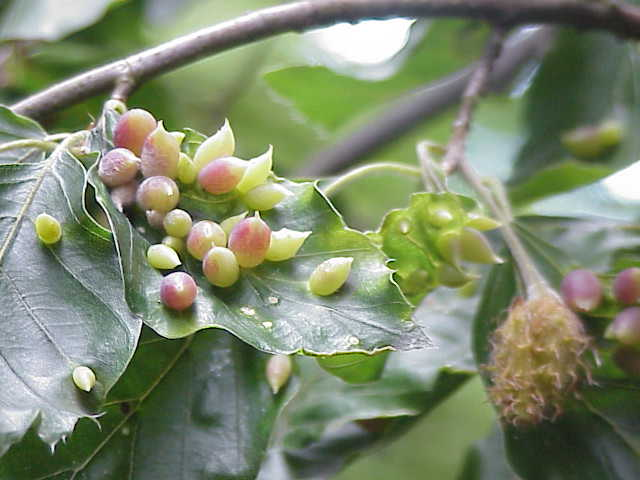
Gallen van de galmug Mikiola fagi
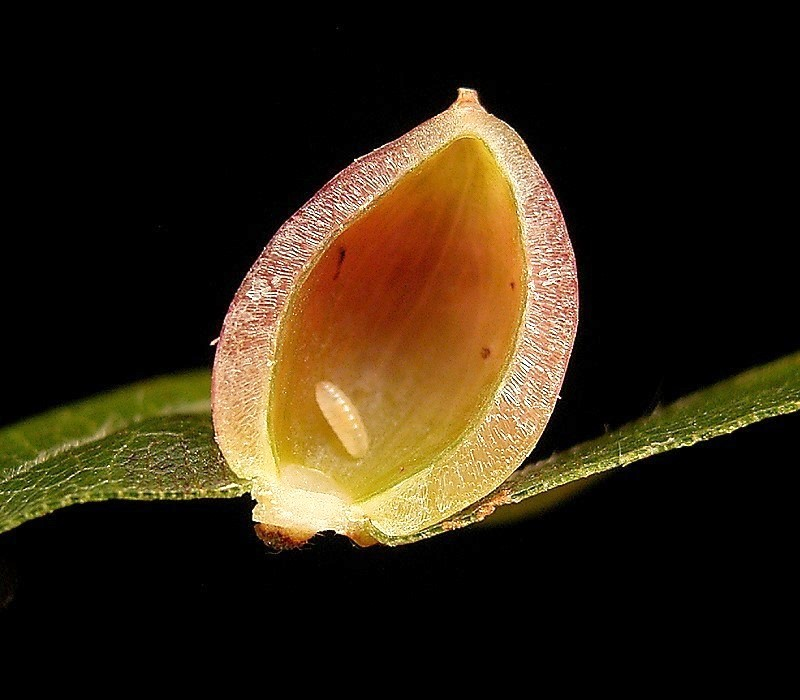
Larve van de galmug Mikiola fagi
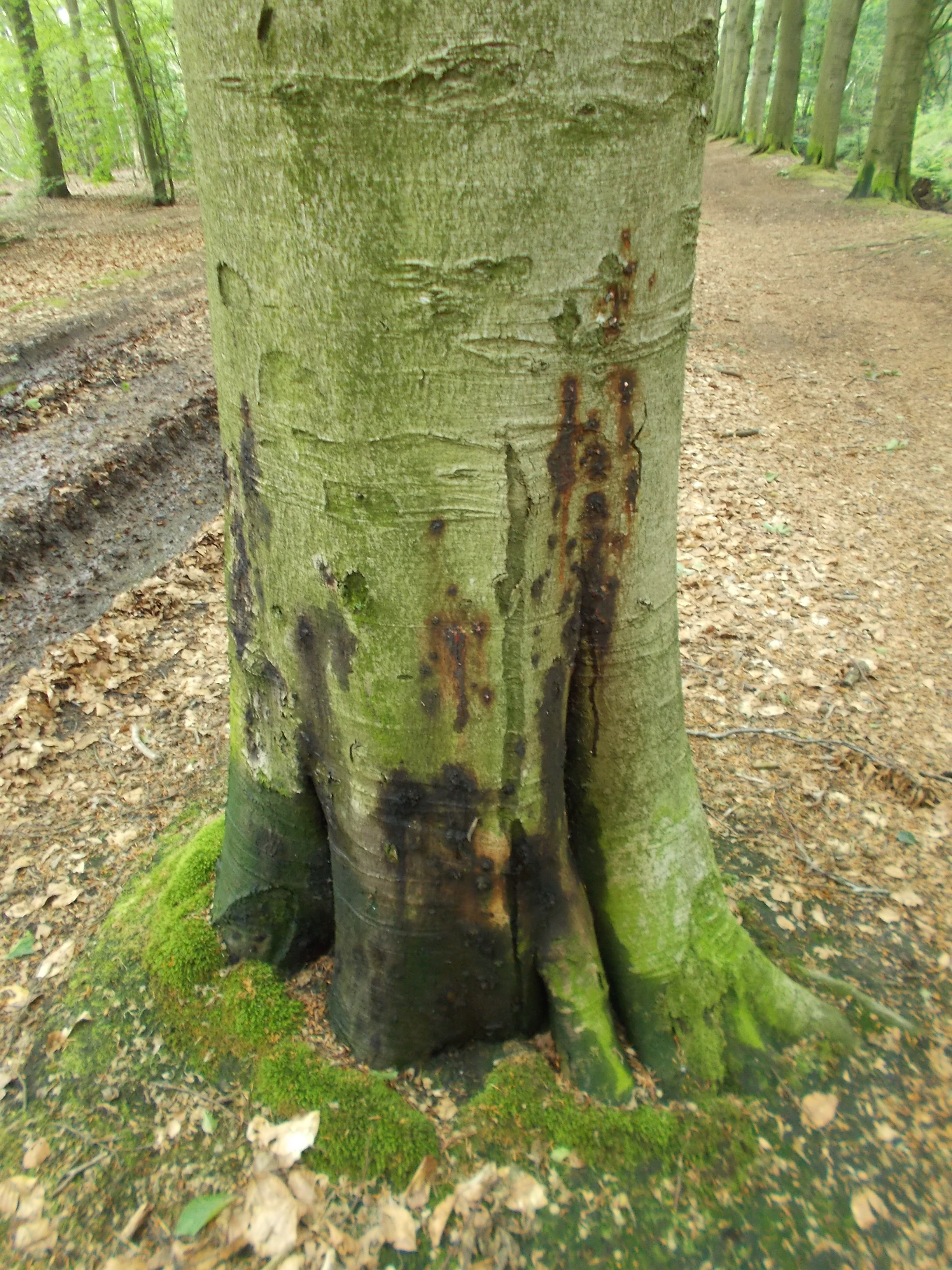
Aantasting door een waterschimmel